# 헤수스 토르토사
헤수스 토르토사 카브레라(스페인어: Jesús Tortosa Cabrera, 1997년 12월 21일~)는 스페인의 태권도 선수이다. 2016년 하계 올림픽 태권도 남자 플라이급에 참가했으며, 세계 선수권 대회에서 동메달 1개, 유러피언 게임에서 은메달 1개, 유럽 선수권 대회에서 은메달 1개, 동메달 1개를 획득했다.